# Małgorzata Jamróz
Małgorzata Jamróz (ur. 16 października 1973, zm. 3 marca 2022 w Otwocku) – polska lekkoatletka, specjalizująca się w biegach średniodystansowych i długodystansowych,  mistrzyni i reprezentantka Polski.

## Kariera sportowa
Była zawodniczką klubów Żak Kielce, Eris Piaseczno i Warszawianka.
Na mistrzostwach Polski seniorek zdobyła piętnaście medali – złoty w biegu na 3000 metrów z przeszkodami w 2000 oraz w sztafecie 4 x 400 metrów w 2003, srebrne w biegu na 800 metrów w 2000 i 2001, srebrny w biegu na 1500 metrów w 2001, srebrne w biegach przełajowych w 2004 i 2006, brązowe w biegu na 1500 metrów w 2000, 2002, 2003 i 2005, brązowy w biegu na 10 000 m w 2003, brązowy w maratonie w 2004, brązowy w biegu na 3000 metrów z przeszkodami w 1999 i brązowy w biegu przełajowym w 1998. W halowych mistrzostwach Polski seniorek zdobyła jedenaście medali – złoty w biegu na 1500 metrów w 2001, złoty w biegu na 3000 metrów w 2002, srebrne medale w biegu na 800 metrów w 2001, biegu na 1500 metrów w 1998, 2002 i 2003, brązowe medale w biegu na 800 metrów w 1998 i w biegu na 1500 metrów w 1994 i 2000.    
Reprezentowała Polskę na mistrzostwach Europy w biegach przełajowych w 2001 (76. miejsce) i 2004 (54. miejsce).
Pracowała jako nauczyciel wychowania fizycznego w Zespole Szkół nr 2 im. Marii Skłodowskiej-Curie w Otwocku.
Rekordy życiowe:
- 800 m – 2:03,92 (24.06.2000)
- 1500 m – 4:11,64 (18.08.2002)
- 3000 m – 9:10,60 (03.09.2005)
- 5000 m – 16:19,18 (31.07.1999)
- 10 000 m – 34:32,51 (03.05.2003)
- półmaraton – 74:21 (05.11.2005)
- maraton – 2:37.44 (23.04.2006)
- 3000 m z przeszkodami – 10:25,73 (08.09.1999)